# Examen clinique stomatologique
L'examen clinique stomatologique est en médecine une partie de l'examen clinique qui permet de trouver des problèmes stomatologiques concernant la bouche et les dents.
Il y est entre autres important de connaître la numérotation des dents qui attribue à chaque dent un numéro pour les dents définitives et les dents de lait.

## Signes physiques
On demandera au patient s'il a :
- une constriction permanente des mâchoires, correspondant à une ankylose mandibulaire ;
- un trismus ;
- une ou des douleurs au niveau de la face, des dents, de la muqueuse, de muscles, des glandes salivaire, des sinus. On précisera toutes les caractéristiques de la douleur.

## Signes fonctionnels

### Examen la bouche fermée
On recherche:
- Une asymétrie faciale.
- La motricité faciale.
- La sensibilité faciale épicritique.

### Examen la bouche ouverte

#### Avant l'inspection des dents
- Inspection du vestibule, partie située en avant des arcades dentaires, à l'intérieur des joues et derrière les lèvres.
- Inspection des arcades dentaires, l'arcade dentaire supérieure doit recouvrir l'arcade dentaire inférieure, les points inter-incisifs (entre les deux incisives centrales d'une même arcade) doivent être positionnés verticalement.
- Inspection de la mobilité mandibulaire:
  - Mouvement de propulsion de la mandibule.
  - Mouvement de diduction (de gauche à droite).
  - Ouverture et de la fermeture de la mandibule.
- Le miroir dentaire permet de voir :
  - La face interne de la joue.
  - Le plancher buccal.
- Inspection de la motricité linguale de gauche à droite et de haut en bas.
- Étude de la sensibilité linguale épicritique, proprioceptive et thermo-algésique.

#### Inspection des dents
On recherchera :
- S'il y a des dents surnuméraire ou manquantes.
- Une plaque dentaire.
- Une perte de substance.
- La vitalité de la dent ce qui permet de savoir si la dent est morte.

| Dents définitives | Dents définitives | Dents définitives | Dents définitives | Dents définitives | Dents définitives | Dents définitives | Dents définitives | Dents définitives | Dents définitives | Dents définitives | Dents définitives | Dents définitives | Dents définitives | Dents définitives | Dents définitives |
| en haut à droite  | en haut à droite  | en haut à droite  | en haut à droite  | en haut à droite  | en haut à droite  | en haut à droite  | en haut à droite  | en haut à gauche  | en haut à gauche  | en haut à gauche  | en haut à gauche  | en haut à gauche  | en haut à gauche  | en haut à gauche  | en haut à gauche  |
| ----------------- | ----------------- | ----------------- | ----------------- | ----------------- | ----------------- | ----------------- | ----------------- | ----------------- | ----------------- | ----------------- | ----------------- | ----------------- | ----------------- | ----------------- | ----------------- |
| 18                | 17                | 16                | 15                | 14                | 13                | 12                | 11                | 21                | 22                | 23                | 24                | 25                | 26                | 27                | 28                |
| 48                | 47                | 46                | 45                | 44                | 43                | 42                | 41                | 31                | 32                | 33                | 34                | 35                | 36                | 37                | 38                |
| en bas à droite   | en bas à droite   | en bas à droite   | en bas à droite   | en bas à droite   | en bas à droite   | en bas à droite   | en bas à droite   | en bas à gauche   | en bas à gauche   | en bas à gauche   | en bas à gauche   | en bas à gauche   | en bas à gauche   | en bas à gauche   | en bas à gauche   |
|                   |                   |                   |                   |                   |                   |                   |                   |                   |                   |                   |                   |                   |                   |                   |                   |
| Dents de lait     |                   |                   |                   |                   |                   |                   |                   |                   |                   |                   |                   |                   |                   |                   |                   |
| en haut à droite  | en haut à droite  | en haut à droite  | en haut à droite  | en haut à droite  | en haut à droite  | en haut à droite  | en haut à droite  | en haut à gauche  | en haut à gauche  | en haut à gauche  | en haut à gauche  | en haut à gauche  | en haut à gauche  | en haut à gauche  | en haut à gauche  |
|                   |                   |                   | 55                | 54                | 53                | 52                | 51                | 61                | 62                | 63                | 64                | 65                |                   |                   |                   |
|                   |                   |                   | 85                | 84                | 83                | 82                | 81                | 71                | 72                | 73                | 74                | 75                |                   |                   |                   |
| en bas à droite   | en bas à droite   | en bas à droite   | en bas à droite   | en bas à droite   | en bas à droite   | en bas à droite   | en bas à droite   | en bas à gauche   | en bas à gauche   | en bas à gauche   | en bas à gauche   | en bas à gauche   | en bas à gauche   | en bas à gauche   | en bas à gauche   |

#### Anomalie de l'os mandibulaire ou maxillaire
On inspectera la forme de ces os.

#### L'articulé dentaire
Y a-t-il une béance entre l'arcade supérieure et inférieure.

#### Palpation
- De l'orbite de l'œil.
- Du massif facial, a t-il une mobilité.
- De la mandibule.
- De la muqueuse.